# Rosema acirites
Rosema acirites är en fjärilsart som beskrevs av Dy 1915. Rosema acirites ingår i släktet Rosema och familjen tandspinnare. Inga underarter finns listade.